# La Chaux (Normandia)
La Chaux è un comune francese di 59 abitanti situato nel dipartimento dell'Orne nella regione della Normandia.

## Società

### Evoluzione demografica
Abitanti censiti